# Ctenodiscus caudatus
Ctenodiscus caudatus is een kamster uit de familie Ctenodiscidae.
De wetenschappelijke naam van de soort werd in 1921 gepubliceerd door Ludwig Döderlein.